# Hãng phát triển trò chơi điện tử
Hãng phát triển trò chơi điện tử là hãng chuyên phát triển phần mềm về trò chơi điện tử, cũng như quy trình và các nguyên tắc liên quan để tạo ra các trò chơi video. Một hãng phát triển trò chơi có thể chỉ từ một người đảm nhận tất cả các nhiệm vụ cho đến một doanh nghiệp lớn, với các nhân viên được phân chia trách nhiệm giữa các bộ phận riêng lẻ, chẳng hạn như lập trình, thiết kế, đồ họa, thử nghiệm, v.v. Hầu hết các công ty phát triển trò chơi đều nhận hỗ trợ tài chính từ các hãng phát hành trò chơi điện tử, thường là hỗ trợ về mặt tiếp thị. Các hãng phát triển tự sử dụng vốn của bản thân được gọi là các hãng phát triển đơn lập hoặc độc lập và thường tạo ra các trò chơi độc lập.
Một hãng phát triển có thể chuyên về một hệ máy trò chơi điện tử nhất định (chẳng hạn như Nintendo Switch của Nintendo, Xbox One của Microsoft,  PlayStation 4 của Sony) hoặc có thể phát triển cho một số hệ thống (gồm cả máy tính cá nhân và thiết bị di động). Hoặc là chuyên về một số thể loại trò chơi (chẳng hạn như trò chơi điện tử nhập vai hoặc trò chơi bắn súng góc nhìn thứ nhất). Một số tập trung vào việc port trò chơi từ hệ thống này sang hệ thống khác hoặc dịch trò chơi từ ngôn ngữ này sang ngôn ngữ khác. Ít phổ biến hơn, một số làm công việc phát triển phần mềm bổ sung cho trò chơi.
Hầu hết các nhà phát hành trò chơi điện tử đều duy trì các xưởng phát triển (chẳng hạn như EA Canada của Electronic Arts, những xưởng của Square Enix, Radical Entertainment của Activision, Nintendo EAD, Polyphony Digital và Naughty Dog của Sony). Tuy nhiên, vì xuất bản vẫn là hoạt động chính của họ nên họ thường được mô tả là "phát hành" chứ không phải "phát triển". Các hãng phát triển cũng có thể là độc quyền (chẳng hạn như Bungie, công ty phát triển dòng Halo độc quyền cho Xbox của Microsoft).

## Các thể loại

### Hãng phát triển bên thứ nhất
Trong ngành công nghiệp trò chơi điện tử, hãng phát triển bên thứ nhất là một phần của công ty sản xuất máy chơi trò chơi điện tử và phát triển độc quyền cho nó. Các hãng phát triển bên thứ nhất có thể sử dụng tên của chính công ty (chẳng hạn như Nintendo), có tên bộ phận cụ thể (chẳng hạn như Polyphony Digital của Sony) hoặc là một studio độc lập trước khi hãng sản xuất máy chơi game mua lại (chẳng hạn như Rare hoặc Naughty Dog). Dù là mua một studio độc lập hay thành lập một nhóm mới, việc mua lại hãng phát triển bên thứ nhất sẽ bao gồm một khoản đầu tư tài chính khổng lồ từ phía nhà sản xuất máy game, điều này gây lãng phí nếu hãng phát triển không kịp sản xuất một game ăn khách nào đó. Tuy nhiên, việc sử dụng các hãng phát triển bên thứ nhất sẽ giúp tiết kiệm chi phí bản quyền đem lại lợi nhuận cao hơn. Ví dụ về xưởng bên thứ nhất như SIE Worldwide Studios cho Sony, và Xbox Game Studios cho Microsoft.

### Hãng phát triển bên thứ hai
Hãng phát triển bên thứ hai là một thuật ngữ thông dụng do những người đam mê trò chơi và phương tiện truyền thông dùng để mô tả các xưởng game nhận hợp đồng phát triển từ công ty sở hữu nền tảng, và phát triển game độc quyền cho nền tảng đó. Điều này có nghĩa là là hãng phát triển bên thứ hai không thuộc sở hữu và không bắt buộc phải làm game độc quyền cho công ty bên thứ nhất. Để cân bằng giữa việc không thể phát hành game của họ cho các nền tảng khác, các hãng phát triển bên thứ hai thường được cấp phí bản quyền cao hơn các hãng bên thứ ba. Các xưởng này có thể thỏa thuận xuất bản độc quyền (hoặc các mối quan hệ kinh doanh khác) với chủ sở hữu nền tảng, nhưng duy trì tính độc lập, để khi hoàn thành hoặc chấm dứt hợp đồng thì họ có thể tiếp tục phát triển game cho các nhà xuất bản khác nếu họ muốn. Ví dụ: ban đầu HAL Laboratory phát triển game trên máy tính cá nhân như MSX, sau đó họ đã trở thành một trong những hãng phát triển bên thứ hai đầu tiên của công ty Nintendo, phát triển game dành riêng cho các máy chơi game của Nintendo, bắt đầu từ Famicom.

### Hãng phát triển bên thứ ba
Hãng phát triển bên thứ ba vừa có thể tự xuất bản game của chính họ, vừa có thể làm việc cho công ty phát hành trò chơi điện tử. Cả hãng phát hành xuất bản và hãng phát triển đều có thể góp ý đáng kể chothiết kế và nội dung của trò chơi. Tuy nhiên, mong muốn của hãng phát hành thường có tiếng nói hơn mong muốn của hãng phát triển.
Thỏa thuận kinh doanh giữa hãng phát triển và hãng phát hành đều nằm hợp đồng có thể điều chỉnh, trong đó chỉ định danh sách những cột mốc quan trọng dự định sẽ được phân phối trong một khoảng thời gian. Bằng cách cập nhật các cột mốc này, hãng phát hành xác nhận công việc đang tiến hành đủ nhanh để đáp ứng thời hạn và có thể chỉ đạo hãng phát triển nếu game không đáp ứng được kỳ vọng. Khi mỗi cột mốc hoàn thành (và được chấp nhận), hãng phát hành sẽ trả tiền bản quyền trước cho hãng phát triển. Các hãng phát triển thành công có thể duy trì một số nhóm làm việc trên các tựa game khác nhau cho các hãng phát hành khác nhau. Tuy nhiên, nói chung, các hãng phát triển bên thứ ba thường là các nhóm nhỏ, gắn bó chặt chẽ với nhau. Phát triển trò chơi của bên thứ ba là một lĩnh vực dễ bị thay đổi, vì các hãng phát triển nhỏ phải lệ thuộc thu nhập vào một hãng phát hành duy nhất; một tựa game bị hủy có thể giải thể luôn một hãng phát triển nhỏ. Vì lý do này, nhiều công ty phát triển nhỏ chỉ có thể tồn tại trong thời gian ngắn.
Chiến lược rút lui phổ biến đối với một hãng phát triển trò chơi điện tử thành công là bán mình cho một hãng phát hành, và trở thành một hãng phát triển nội bộ. Các nhóm phát triển nội bộ có nhiều tự do hơn trong thiết kế và nội dung của trò chơi hơn so với các hãng phát triển bên thứ ba. Một lý do khác là vì các hãng phát triển là nhân viên của hãng phát hành, lợi ích của họ phù hợp với lợi ích của hãng phát hành hơn và họ tốn ít công sức hơn để đảm bảo rằng các quyết định của hãng phát triển không phải bị trả giá bằng chính các chi phí của họ.

#### Hãng phát triển độc lập
Hãng phát triển độc lập là hãng phát triển phần mềm không bị sở hữu (hoặc lệ thuộc vào) một phát hành duy nhất. Một số hãng phát triển tự xuất bản game của họ, dựa vào Internet và truyền miệng để quảng bá. Nếu không thể chạm vào ngân sách tiếp thị lớn của các hãng phát hành chính thống, sản phẩm của họ có thể sẽ ít được đón nhận hơn sản phẩm của các hãng phát hành lớn hơn như Sony, Microsoft hoặc Nintendo. Với sự ra đời của phân phối kỹ thuật số các tựa game rẻ tiền trên máy chơi game, giờ đây các nhà phát triển trò chơi độc lập có thể tạo thỏa thuận với các hãng phát hành máy chơi game để phân phối game của họ.
Các hãng phát triển trò chơi độc lập khác tạo ra phần mềm trò chơi cho một số hãng phát hành trò chơi điện tử trên một số nền tảng. Trong những năm gần đây mô hình này đã bị suy yếu; các hãng phát hành, chẳng hạn như Electronic Arts và Activision, ngày càng có xu hướng chuyển sang các xưởng nội bộ (thường là mua lại các hãng phát triển độc lập trước đây cho nhu cầu phát triển của họ).